# West Indies Cricket Team in Australien in der Saison 1996/97
Die Tour des West Indies Cricket Teams nach Australien in der Saison 1996/97 fand vom 22. November 1996 bis zum 3. Februar 1997 statt. Die internationale Cricket-Tour war Bestandteil der Internationalen Cricket-Saison 1996/97 und umfasste fünf Tests. Australien gewann die Serie 3–2.

## Vorgeschichte
Australien spielte zuvor ein Drei-Nationen-Turnier in Indien, für die West Indies war es die erste Tour der Saison.
Das letzte Aufeinandertreffen der beiden Mannschaften bei einer Tour fand in der Saison 1995/96 in Australien statt.
Während der Test-Serie wurde die Carlton & United Series 1996/97 ausgespielt, in der neben der beiden Mannschaften Pakistan vertreten war.

## Stadien
Die folgenden Stadien wurden für die Tour als Austragungsort vorgesehen.
| Stadion                  | Stadt     | Kapazität | Spiele  |
| ------------------------ | --------- | --------- | ------- |
| Adelaide Oval            | Adelaide  | 53.583    | 4. Test |
| The Gabba                | Brisbane  | 42.000    | 1. Test |
| Melbourne Cricket Ground | Melbourne | 100.024   | 3. Test |
| WACA Ground              | Perth     | 20.000    | 5. Test |
| Sydney Cricket Ground    | Sydney    | 48.000    | 2. Test |

## Kaderlisten
Die folgenden Kader wurden von den Mannschaften benannt.
| Test | Test |
| Australien | West Indies |
| --- | --- |
| - Michael Bevan - Andy Bichel - Greg Blewett - Matthew Elliott - Jason Gillespie - Matthew Hayden - Ian Healy - Michael Kasprowicz - Justin Langer - Glenn McGrath - Ricky Ponting - Paul Reiffel - Mark Taylor - Shane Warne - Mark Waugh - Steve Waugh | - Jimmy Adams - Curtly Ambrose - Kenny Benjamin - Ian Bishop - Courtney Browne - Sherwin Campbell - Shivnarine Chanderpaul - Cameron Cuffy - Adrian Griffith - Carl Hooper - Brian Lara - Junior Murray - Robert Samuels - Patterson Thompson - Courtney Walsh |

## Tour Matches
| 4. November Scorecard | Perth (Lilac Hill) | West Indians 256-9 (50)                 | – | ACB Chairman’s XI 258-7 (42) |
|                       |                    | ACB Chairman’s XI gewinnt mit 3 Wickets |   |                              |

## Tests

### Erster Test in Brisbane
| 22. – 26. November Scorecard | Brisbane | Australien 479 (151) & 217-6d (65) | – | West Indies 277 (108.1) & 296 (106.5) |
|                              |          | Australien gewinnt mit 123 Runs    |   |                                       |

### Zweiter Test in Sydney
| 29. November – 3. Dezember Scorecard | Sydney | Australien 331 (119.5) & 312-4d (106) | – | West Indies 304 (117.2) & 215 (69.4) |
|                                      |        | Australien gewinnt mit 124 Runs       |   |                                      |

### Dritter Test in Melbourne
| 26. – 28. Dezember Scorecard | Melbourne | Australien 219 (74.5) & 122 (45.5) | – | West Indies 255 (109.1) & 87-4 (23.5) |
|                              |           | West Indies gewinnt mit 6 Wickets  |   |                                       |

### Vierter Test in Adelaide
| 25. – 28. Januar Scorecard | Adelaide | West Indies 130 (47.5) & 204 (69.4)               | – | Australien 517 (162.3) |
|                            |          | Australien gewinnt mit einem Innings und 183 Runs |   |                        |

### Fünfter Test in Perth
| 1. – 3. Februar Scorecard | Perth | Australien 243 (80) & 194 (47.3)   | – | West Indies 384 (111) & 57-0 (10.3) |
|                           |       | West Indies gewinnt mit 10 Wickets |   |                                     |